# Thelyconychia femorata
Thelyconychia femorata là một loài ruồi trong họ Tachinidae.